# 穂積寅九郎
穂積 寅九郎（ほづみ とらくろう、嘉永7年5月16日（1854年6月11日） - 大正13年（1924年）1月18日）は、幕臣、明治期の実業家、教育者。

## 経歴
三河吉田藩の筆頭御用人であった穂積喜左衛門英彦の次男として江戸の藩邸で生まれた。慶応4年（1868年）5月に一家で帰藩。兄の穂積清軒が彰義隊との関与を疑われ、隠居蟄居。父も連座して家禄を減ぜられ同年死去したため、家督を相続した。箱館戦争を戦った中島三郎助の庇護を受け、のちに中島の所蔵した洋書を引き受け、豊橋市図書館に寄贈した。
時習館で漢学を学んでいたが、英学を志し、明治3年（1870年）、慶應義塾に入学した。明治6年（1873年）、学制の変更のため退学、慶應義塾出版局に入所し、販売や事務に従事した。翌年、兄の病が重くなり帰郷、好問社での教育や管理に当たりながら、兄の治療費を捻出するため主治医の勧めでスープを作り、病人のいる家庭に販売した。同年8月に清軒が没し、翌年好問社を閉鎖して一家で上京、小幡篤次郎の紹介で東京師範学校（東京教育大学、筑波大学の前身）の監事となった。
明治11年（1878年）丸善に入社、翌年には丸家銀行の幹事となった。明治14年（1881年）、本願寺に招聘され、真利宝会の理事に就任した。明治17年（1884年）、京都株式取引所の肝煎兼初代支配人となったがすぐに辞職し、友人数名と秋田県の小真木鉱山の開発に乗り出し、明治20年（1887年）に三菱の手に渡るまで事務長を務めた。
明治22年（1889年）、鉱山開発を計画して朝鮮に渡り、漢城では居留地総代、居留民会議長に選出された。また、広通銭行と称する銀行を設立し、運搬や計量が困難な朝鮮の銭貨に替えて手形を流通させようと試みた。仁川で新聞の発行にもかかわっている。日清戦争中は日本と朝鮮政府の仲介を務めたが、乙未事変で事業に打撃を受け帰国、知多紡績の支配人に就任した。明治40年（1907年）知多紡績が三重紡績に吸収されると、そのまま知多分工場長に横滑りした。